# Cabo de Santo Agostinho
Cabo de Santo Agostinho – miasto i gmina w Brazylii, w stanie Pernambuco. W 2009 liczyło 171 583 mieszkańców.